# Rosa María Capel Martínez
Rosa María Capel Martínez  (Granada, 1950) es una historiadora española que ha desarrollado su actividad en temas como el trabajo y la educación de la mujer, o la igualdad jurídica a lo largo de la Historia de España, desde su perspectiva de catedrática de Historia de la Universidad Complutense de Madrid.

## Biografía
Obtuvo una licenciatura de Filosofía y Letras en la Universidad de Granada en 1974 y se doctoró en Geografía e Historia en la Universidad Complutense de Madrid con la investigación El trabajo y la educación de la Mujer en España. Desde 2009 hasta la actualidad ostenta el cargo de catedrática en el departamento de Historia Moderna de esa universidad.
Su actividad investigadora se incluye desde el inicio dentro de la Historia de "las mujeres y las relaciones de género, con puntos de contacto con la historia social, la historia política y la historia comparada, cuyo marco cronológico abarca los siglos XVII a XX". Otros enfoques de su labor investigadora tratan sobre el feminismo en relación con el socialismo y las mujeres y su condición de ciudadanas.
También ha desempeñado diversos cargos como:
- Secretaria de Redacción de la revista Cuadernos de Historia Moderna y Contemporánea, del departamento de Historia Moderna de la Facultad de Geografía e Historia. 1980-1987[6]

- Directora de catalogación del Archivo de la Residencia de Señoritas (1915 – 1939). Fundación Ortega y Gasset, 1984-1986[6]

- Comisaria de las exposiciones “El voto de las mujeres. 1877-1975” y “Las Andaluzas y la política. 1931-2006[6]

## Publicaciones
De su trabajo publicado pueden citarse sus colaboraciones en revistas como: Crítica (¿Es el feminismo una utopía?), Arenal:Revista de historia de mujeres (Una mujer y su tiempo. María de la O Lejárraga de Martínez Sierra), El Argonauta español (Prensa y Escritura Femenina en la España Ilustrada), entre otras. También ha colaborado en obras colectivas como:
- La Segunda República y el derecho electoral femenino. Estudios de derecho judicial, ISSN 1137-3520, N.º 142, 2007 (Ejemplar dedicado a: "El principio de igualdad entre hombres y mujeres en la carrera judicial"), págs. 139-164.
- Estudiar e investigar: la enseñanza de la mujer en la política educativa de la Junta para Ampliación de Estudios. Boletín de la Institución Libre de Enseñanza, 0214-1302, N.º 63-64, 2006, págs. 127-152.
- Mujeres y espacio público en Inglaterra, 1640-1660. Presencia y visibilidad de las mujeres: recuperando historia / coord. por Rosa María Capel Martínez, 2013, 978-84-15289-65-4, págs. 17-76.

Y ha sido autora de libros como:
- Mujer y sociedad en España: 1700-1975, en colaboración con María Ángeles Durán Heras. Editores: Ministerio de Trabajo e inmigración, Instituto de la Mujer. Madrid 1986. ISBN 84-505-4268-5[11]

- Mujer y trabajo en el s.XX. Arco Libros-La Muralla.1999. Colección: Cuadernos de historia. N.º páginas 96. ISBN 978-84-7635-344-8. EAN 9788476353448[12]

- El siglo de las luces: política y sociedad. Madrid: Síntesis, 2006.ISBN 84-9756-414-6[13]

## Premios
Cronológicamente:
- Premio Extraordinario de Doctorado (1981)[6]
- Premio Nacional "María Espinosa" de tesis doctorales (1981)[14]
- Premio Nacional "Emilia Pardo Bazán" del Instituto de la Mujer (1989)[6]
- Premio "Clara Campoamor" (2009)[6]